# Bibiane Schulze Solano
Bibiane Gabrielle Schulze Solano (* 12. November 1998 in Bad Soden am Taunus) ist eine deutsch-spanische Fußballspielerin baskischer Abstammung, die von 2010 bis 2019 für den 1. FFC Frankfurt spielte, seit 2020 für Athletic Bilbao spielt und seit 2024 deutsche A-Nationalspielerin ist.

## Karriere

### Vereine
Bibiane Schulze Solano, auch Bibi gerufen, wurde als Tochter einer Baskin und eines deutschen Vaters in Bad Soden am Taunus geboren. Sie begann 2005 beim FV 08 Neuenhain, dem im Stadtteil ihres Geburtsortes ansässigen Verein gemeinsam mit ihrem jüngeren Bruder Adrian Fußball zu spielen. Für diesen spielte sie bis 2010, bevor sie bei einem Sichtungsturnier von Scouts entdeckt wurde. Fortan gehörte sie der Talentförderung des 1. FFC Frankfurt an und durchlief anschließend alle Jugendmannschaften des Vereins. Am Saisonende 2014/15 ging sie mit ihrer B-Jugendmannschaft als Sieger der B-Juniorinnen-Bundesliga, Staffel Süd hervor.
Als eine von vier Zweitligaspielerinnen unterschrieb Schulze Solano vor Saisonbeginn 2017/18 einen bis Juni 2019 datierten Profivertrag. Zu ihrem Bundesligadebüt kam sie bereits in der Saison 2016/2017 beim 2:1-Sieg im Auswärtsspiel gegen den Liganeuling MSV Duisburg am 10. Mai 2017. Nach der Saison 2018/2019 verließ sie den 1. FFC Frankfurt und wechselte zum spanischen Erstligisten Athletic Bilbao, für den sie am 11. Oktober 2020 (2. Spieltag) beim 2:0-Sieg im Auswärtsspiel gegen den FC Sevilla ihr Pflichtspieldebüt gab. Vom 18. Oktober 2020 bis zum 31. Mai 2021 kam sie in 17 Zweitligaspielen zunächst für deren zweite Mannschaft (Athletic Bilbao B) zum Einsatz und erzielte ein Tor. In der Saison 2021/22 kam sie auf Leihbasis in 15 Erstligaspielen für den FC Valencia zum Einsatz, bevor sie zur ersten Mannschaft von Athletic Bilbao zurückkehrte.

### Nationalmannschaft
2015 wäre die deutschspanische Linksverteidigerin beinahe für Spanien bei der U17-EM aufgelaufen – die Vermittlung von FFC-Spielerin Verónica Boquete kam jedoch zu spät. Im Februar 2023 wurde Bibiane Schulze von Trainer Jorge Vilda in den Kader der spanischen Nationalmannschaft für den Cup of Nations berufen, aufgrund einer Schambeinentzündung fiel sie jedoch verletzt aus.
Am 26. März 2024 wurde sie von Bundestrainer Horst Hrubesch erstmals für die deutsche Nationalmannschaft nominiert. Beim Qualifikationsspiel zur Europameisterschaft 2025 am 5. April 2024 gegen Österreich in Linz gab sie ihr Debüt, zur zweiten Halbzeit wurde Schulze Solano für Sara Doorsoun eingewechselt. Mit diesem Einsatz hat sie sich für Deutschland „festgespielt“, kann also von Spanien nicht mehr nominiert werden.
Sie wurde von Horst Hrubesch für die Olympischen Spiele 2024 in den Kader berufen und bestritt fünf Spiele, viermal wurde sie für Marina Hegering  eingewechselt, einmal vertrat sie diese verletzungsbedingt in der Startaufstellung in der Innenverteidigung. Die deutsche Nationalmannschaft verlor im Halbfinale nach Verlängerung gegen die Vereinigten Staaten, durch einen 1:0-Sieg im Spiel um Bronze gegen Spanien gewann das Team die Bronzemedaille.

## Erfolge
- Süddeutscher B-Jugendmeister 2015 (mit dem 1. FFC Frankfurt)
- Halbfinalist Deutsche B-Jugendmeisterschaft 2015 (mit dem 1. FFC Frankfurt)
- Deutscher Schulmeister 2015 (mit der Carl-von-Weinberg-Schule, Frankfurt)
- Bronze-Medaillengewinner 2015 Schul-Weltmeisterschaft in Guatemala (mit der Carl-von-Weinberg-Schule, Frankfurt)[8]
- Olympische Bronzemedaille 2024

## Auszeichnungen
- Silbernes Lorbeerblatt: 2024[9]

## Persönliches
Bibiane Schulze Solano absolvierte die Oberstufe der Carl-von-Weinberg-Schule, einer Partnerschule des Leistungssports im Rahmen der Eliteschule des Sports am Standort Frankfurt am Main und erlangte dort 2017 die Allgemeine Hochschulreife (Abitur G8).
Ihr Bruder Adrian, ebenfalls Fußballspieler, war von 2018 bis 2021 für die erste Mannschaft des FSV Frankfurt aktiv.